# Allobaccha rubella
Allobaccha rubella är en tvåvingeart som först beskrevs av Wulp 1898.  Allobaccha rubella ingår i släktet Allobaccha och familjen blomflugor. Inga underarter finns listade i Catalogue of Life.